# Nina Stojanovićová
Nina Stojanovićová (srbsky: Nina Stojanović/Нина Стојановић, * 30. července 1996 Bělehrad) je srbská profesionální tenistka praktikující útočný styl. Ve své dosavadní kariéře na okruhu WTA Tour vyhrála dva deblové turnaje. V sérii WTA 125 vybojovala jednu singlovou i deblovou trofej. V rámci okruhu ITF získala jedenáct titulů ve dvouhře a dvacet šest ve čtyřhře.
Na žebříčku WTA byla ve dvouhře nejvýše klasifikována v březnu 2020 na 81. místě a ve čtyřhře pak v lednu 2022 na 37. místě. V sezóně 2019 se jejím trenérem stal Andoni Vivanco. V letech 2016–2018 tuto roli plnil Veljko Radojičić.
V sbrském týmu Billie Jean King Cupu debutovala v roce 2014 čtvrtfinálem druhé světové skupiny proti Kanadě, v němž za rozhodnutého stavu vyhrála s Jovanou Jakšićovou čtyřhru nad párem Gabriela Dabrowská a Sharon Fichmanová. Kanaďanky zvítězily 3:1 na zápasy. Do září 2025 v soutěži nastoupila k patnácti mezistátním utkáním s bilancí 2–8 ve dvouhře a 8–4 ve čtyřhře.
Srbsko reprezentovala na o rok odložených Letních olympijských hrách 2020 v Tokiu. Ve druhém kole dvouhry podlehla Řekyni Marii Sakkariové. Do ženské čtyřhry nastoupila s Aleksandrou Krunićovou. Časnou porážku jim přivodily Číňanky Sü I-fan a Jang Čao-süan, které získaly dlouhý supertiebreak poměrem [18–16]. Ze smíšené soutěže si s Novakem Djokovićem odvezli 4. místo, když před zápasem o bronz z turnaje odstoupili pro Djokovićovo zranění ramena.

## Tenisová kariéra

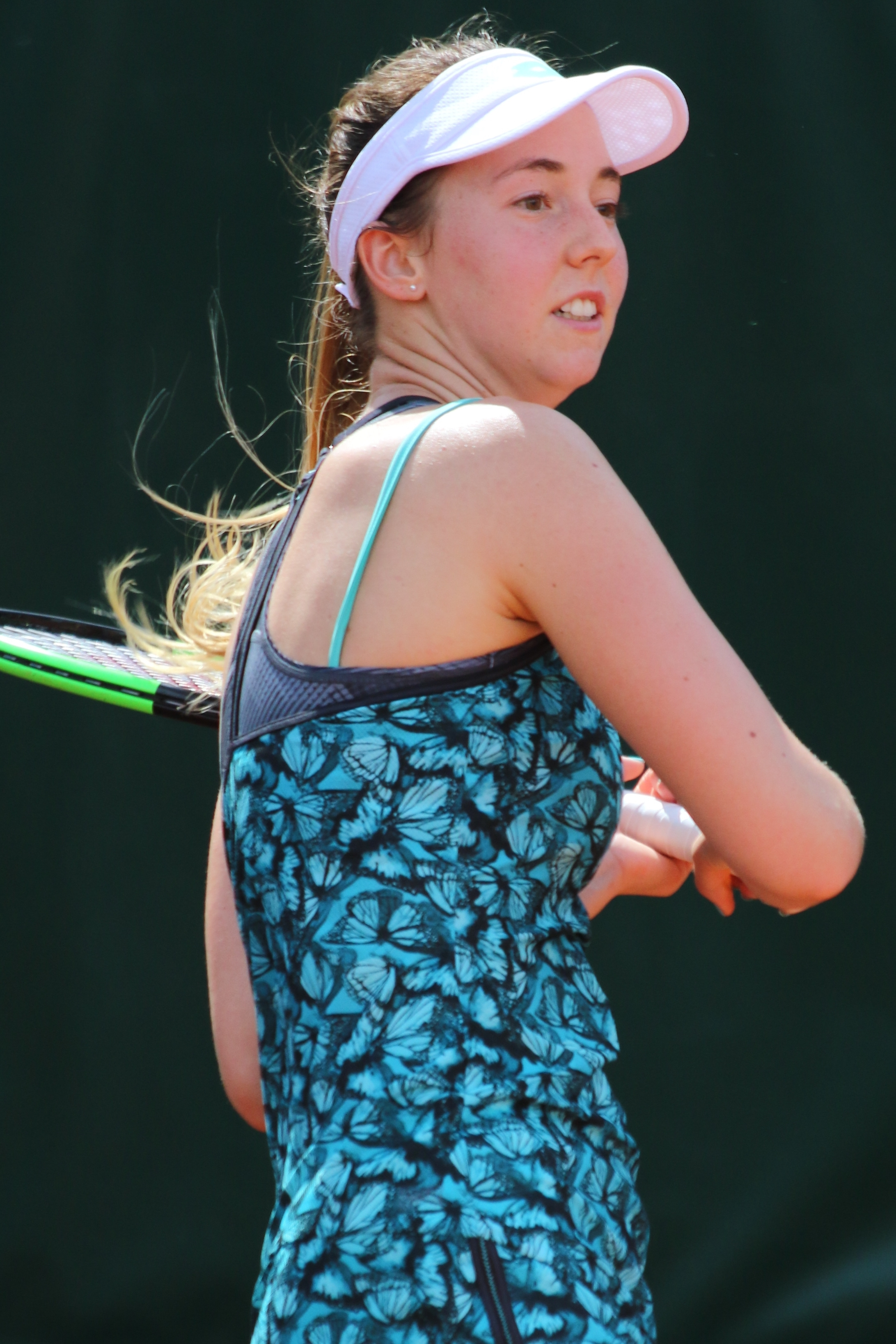
Na French Open 2018

V rámci hlavních soutěží událostí okruhu ITF debutovala v říjnu 2010, když na turnaj v srbském Pirotu s dotací 10 tisíc dolarů obdržela divokou kartu. V úvodním kole podlehla Makedonce Lině Gjorcheské. Premiérový singlový titul na této úrovni tenisu vybojovala během května 2014 v Šarm aš-Šajchu na události s rozpočtem deset tisíc dolarů. Ve finále přehrála Britku Katie Boulterovou.
V singlu okruhu WTA Tour debutovala na říjnovém Tianjin Open 2016 v čínském Tchien-ťinu. Po zvládnuté kvalifikaci podlehla v úvodním kole dvouhry polské tenistce Magdě Linetteové ve dvou setech. Na druhé akci túry WTA, lednovém Shenzhen Open 2017, se probojovala přes maďarskou nasazenou pětku Tímeu Babosovou a Tunisanku Ons Džabúrovou do prvního čtvrtfinále. V něm nestačila na pozdější vítězku Kateřinu Siniakovou. S krajankou Aleksandrou Krunićovou postoupily do semifinále čtyřhry Hungarian Ladies Open 2017, kde je zdolala čtvrtá nasazená dvojice Sie Šu-wej a Oxana Kalašnikovová.
Premiérové finále na okruhu WTA Tour odehrála na rabatském Grand Prix SAR La Princesse Lalla Meryem 2017, když ve finále čtyřhry s Belgičankou Marynou Zanevskou odešly poraženy od maďarsko-českého páru Tímea Babosová a Andrea Hlaváčková až v supertiebreaku. Podruhé se do boje o titul podívala po boku Švýcarky Viktorije Golubicové ve čtyřhře Ladies Championship Gstaad 2017, aby nenašly recept na první nasazenou nizozemsko-švédskou dvojici Kiki Bertensová a Johanna Larssonová.
V kvalifikaci nejvyšší grandslamové kategorie se poprvé objevila na US Open 2016, kde ji na úvod přehrála Belgičanka Ysaline Bonaventureová. Šňůra proher v prvních kvalifikačních kolech pokračovala na všech čtyřech grandslamech roku 2017. Debut v hlavní soutěži majoru pak zaznamenala v ženském deblu French Open 2017, když do turnaje nastoupila se Švýcarkou Xenií Knollovou. V prvním zápase je vyřadil pár Irina-Camelia Beguová a Čeng Saj-saj.

## Zápasy o olympijské medaile

### Smíšená čtyřhra: 1 (0–1)
| Stav     | rok  | místo konání    | povrch | spoluhráč      | soupeři o bronz              | výsledek |
| -------- | ---- | --------------- | ------ | -------------- | ---------------------------- | -------- |
| 4. místo | 2020 | Tokio, Japonsko | tvrdý  | Novak Djoković | Ashleigh Bartyová John Peers | bez boje |

## Finále na okruhu WTA Tour

### Čtyřhra: 6 (2–4)
| Legenda                                      |
| -------------------------------------------- |
| Grand Slam (0)                               |
| Turnaj mistryň (0)                           |
| Premier Mandatory & Premier 5 / WTA 1000 (0) |
| Premier / WTA 500 (0)                        |
| International / WTA 250 (2–4)                |

| Stav       | č. | datum             | turnaj            | kategorie     | povrch | spoluhráčka          | soupeřky ve finále                      | výsledek              |
| ---------- | -- | ----------------- | ----------------- | ------------- | ------ | -------------------- | --------------------------------------- | --------------------- |
| Finalistka | 1. | 5. května 2017    | Rabat, Maroko     | International | antuka | Maryna Zanevská      | Tímea Babosová Andrea Hlaváčková        | 6–2, 3–6, [5–10]      |
| Finalistka | 2. | 23. července 2017 | Gstaad, Švýcarsko | International | antuka | Viktorija Golubicová | Kiki Bertensová Johanna Larssonová      | 6–7(4–7), 6–4, [7–10] |
| Finalistka | 3. | říjen 2017        | Tchien-ťin, Čína  | International | tvrdý  | Dalila Jakupovićová  | Irina-Camelia Beguová Sara Erraniová    | 4–6, 3–6              |
| Vítězka    | 1. | červenec 2019     | Jürmala, Lotyšsko | International | antuka | Sharon Fichmanová    | Jeļena Ostapenková Galina Voskobojevová | 2–6, 7–6(7–1), [10–6] |
| Vítězka    | 2. | 21. května 2021   | Bělehrad, Srbsko  | WTA 250       | antuka | Aleksandra Krunićová | Greet Minnenová Alison Van Uytvancková  | 6–0, 6–2              |
| Finalistka | 4. | 18. července 2021 | Praha, Česko      | WTA 250       | tvrdý  | Viktória Kužmová     | Marie Bouzková Lucie Hradecká           | 6–7(3–7), 4–6         |

## Finále série WTA 125
| Legenda                  |
| ------------------------ |
| D – dvouhra; Č – čtyřhra |
| WTA 125 (1–0 D; 1–4 Č)   |

### Dvouhra: 1 (1–0)
| Stav    | č. | datum         | turnaj        | povrch | soupeřka ve finále     | výsledek      |
| ------- | -- | ------------- | ------------- | ------ | ---------------------- | ------------- |
| Vítězka | 1. | listopad 2024 | Colina, Chile | antuka | María Lourdes Carléová | 3–6, 6–4, 6–4 |

### Čtyřhra: 5 (1–4)
| Stav       | č. | datum         | turnaj                      | povrch | spoluhráčka         | soupeřky ve finále                        | výsledek         |
| ---------- | -- | ------------- | --------------------------- | ------ | ------------------- | ----------------------------------------- | ---------------- |
| Finalistka | 1. | červenec 2024 | Grodzisk Mazowiecki, Polsko | tvrdý  | Céline Naefová      | Weronika Falkowská Martyna Kubková        | 4–6, 6–7(5)      |
| Finalistka | 2. | srpen 2024    | Hamburk, Německo            | antuka | Arantxa Rusová      | Anna Bondárová Kimberley Zimmermannová    | 7–5, 3–6, [9–11] |
| Vítězka    | 1. | listopad 2024 | Colina, Chile               | antuka | Majar Šarífová      | Léolia Jeanjeanová Kristina Mladenovicová | bez boje         |
| Finalistka | 3. | leden 2025    | Canberra, Austrálie         | tvrdý  | Darja Semeņistajová | Jaimee Fourlisová Petra Huleová           | 5–7, 4–6, [5–10] |
| Finalistka | 4. | duben 2025    | Solgironès, Španělsko       | antuka | Darja Semeņistajová | Magali Kempenová Anna Sisková             | 6–7(1), 1–6      |

## Finále na okruhu ITF
| Turnaje okruhu ITF         | Turnaje okruhu ITF            |
| -------------------------- | ----------------------------- |
| Turnaje W100 (100 000 $)   | Turnaje W80 (80 000 $)        |
| Turnaje W75/W60 (60 000 $) | Turnaje W50/W40 (50/40 000 $) |
| Turnaje W35/W25 (25 000 $) | Turnaje W15/W10 (15/10 000 $) |

### Dvouhra: 19 (11–8)
| Stav       | č.  | datum              | turnaj                     | povrch     | soupeřka ve finále       | výsledek                |
| ---------- | --- | ------------------ | -------------------------- | ---------- | ------------------------ | ----------------------- |
| Vítězka    | 1.  | 4. května 2014     | Šarm aš-Šajch, Egypt       | tvrdý      | Katie Boulterová         | 3–6, 6–4, 6–3           |
| Finalistka | 1.  | 18. května 2014    | Šarm aš-Šajch, Egypt       | tvrdý      | Polina Lejkinová         | 2–6, 6–2, 2–6           |
| Finalistka | 2.  | 23. listopadu 2014 | Šarm aš-Šajch, Egypt       | tvrdý      | Vojislava Lukićová       | 6–7(5–7), 7–6(7–3), 3–6 |
| Vítězka    | 2.  | 30. listopadu 2014 | Šarm aš-Šajch, Egypt       | tvrdý      | Anastasija Pribylovová   | 7–6(11–9), 6–3          |
| Vítězka    | 3.  | 20. prosince 2014  | Nová Bombaj, Indie         | tvrdý      | Natela Dzalamidzeová     | 3–6, 6–1, 6–4           |
| Finalistka | 3.  | 21. února 2015     | Cuernavaca, Mexiko         | tvrdý      | Marcela Zacaríasová      | 3–6, 2–6                |
| Finalistka | 4.  | 6. září 2015       | Antalya, Turecko           | tvrdý      | Lou Brouleauová          | 1–6, 1–6                |
| Finalistka | 5.  | 20. února 2016     | Nové Dillí, Indie          | tvrdý      | Sabina Šaripovová        | 6–3, 2–6, 4–6           |
| Finalistka | 6.  | 9. dubna 2016      | Kárši, Uzbekistán          | tvrdý      | Rebecca Šramková         | 1–6, 3–6                |
| Finalistka | 7.  | 29. května 2016    | Tchien-ťin, Čína           | tvrdý      | Aryna Sabalenková        | 7–5, 3–6, 1–6           |
| Vítězka    | 4.  | 19. června 2016    | Braunschweig, Německo      | antuka     | Jekatěrine Gorgodzeová   | 6–4, 6–3                |
| Vítězka    | 5.  | 30. října 2016     | Liou-čou, Čína             | tvrdý      | Čang Su-džong            | 6–3, 6–4                |
| Vítězka    | 6.  | květen 2018        | Pao-tchou, Čína            | antuka (h) | Sü Š'-lin                | 6–0, 6–4                |
| Finalistka | 8.  | říjen 2018         | Istanbul, Turecko          | tvrdý (h)  | Raluca Șerbanová         | 2–6, 5–7                |
| Vítězka    | 7.  | červenec 2019      | Versmold, Německo          | antuka     | Katharina Hobgarská      | 6–0, 7–5                |
| Vítězka    | 8.  | září 2019          | Čchang-ša, Čína            | antuka     | Aleksandrina Najdenovová | 6–1, 6–1                |
| Vítězka    | 9.  | říjen 2019         | Poitiers, Francie          | tcrdý (h)  | Ljudmila Samsonovová     | 6–2, 7–6(7–2)           |
| Vítězka    | 10. | listopad 2022      | Šarm aš-Šajch, Egypt       | tvrdý      | Tatjana Prozorovová      | 7–6(10), 5–7, 6–1       |
| Vítězka    | 11. | červen 2024        | Kuršumlijska Banja, Srbsko | antuka     | Vivian Wolffová          | 6–2, 6–4                |

### Čtyřhra (26 titulů)
| č.  | datum              | turnaj                         | povrch    | spoluhráčka            | poražené finalistky                         | výsledek               |
| --- | ------------------ | ------------------------------ | --------- | ---------------------- | ------------------------------------------- | ---------------------- |
| 1.  | 15. března 2014    | Šarm aš-Šajch, Egypt           | tvrdý     | Ana Veselinovićová     | Dea Herdželašová Nataša Palhová             | 6–0, 4–6, [10–6]       |
| 2.  | 3. května 2014     | Šarm aš-Šajch, Egypt           | tvrdý     | Katie Boulterová       | Tung Siao-žung Pia Königová                 | 6–4, 6–2               |
| 3.  | 11. května 2014    | Šarm aš-Šajch, Egypt           | tvrdý     | Katie Boulterová       | Jekatěrina Kljuevová Sofja Smaginová        | 6–2, 6–3               |
| 4.  | 17. května 2014    | Šarm aš-Šajch, Egypt           | tvrdý     | Lisa Sabinová          | Lucy Brownová Polina Lejkinová              | 6–3, 4–6, [10–3]       |
| 5.  | 12. září 2014      | Vrnjačka Banja, Srbsko         | antuka    | Dea Herdželašová       | Darja Lodikovová Kateryna Sljusarová        | 6–3, 6–0               |
| 6.  | 31. října 2014     | Oslo, Norsko                   | tvrdý (h) | Alexa Guarachiová      | Maryna Kolbová Nadija Kolbová               | 6–4, 7–6(9–7)          |
| 7.  | 22. listopadu 2014 | Šarm aš-Šajch, Egypt           | tvrdý     | Anna Morginová         | Alina Michijevová Martina Přádová           | 5–7, 6–1, [10–3]       |
| 8.  | 19. prosince 2014  | Nová Bombaj, Indie             | tvrdý     | Despina Papamichailová | Miyabi Inoueová Miki Mijamurová             | 7–6(7–5), 6–2          |
| 9.  | 26. prosince 2014  | Puné, Indie                    | tvrdý     | Anna Morginová         | Oxana Kalašnikovová Anastasija Vasyljevová  | 7–6(9–7), 6–4          |
| 10. | 5. září 2015       | Antalya, Turecko               | tvrdý     | Despina Papamichailová | Cristiana Ferrandová Chiara Grimmová        | 1–6, 6–1, [10–5]       |
| 11. | 2. října 2015      | Clermont-Ferrand, Francie      | tvrdý (h) | Anastasija Komardinová | Elyne Boeykensová Eva Wacannová             | 6–2, 6–1               |
| 12. | 18. prosince 2015  | Nová Bombaj, Indie             | tvrdý     | Anna Morginová         | Polina Lejkinová Lu Ťia-ťing                | 6–3, 7–5               |
| 13. | 27. února 2016     | Moskva, Rusko                  | tvrdý (h) | Anastasija Komardinová | Polina Monovová Jana Sizikovová             | 6–7(5–7), 6–1, [12–10] |
| 14. | 24. června 2016    | Ystad, Švédsko                 | tvrdý     | Cornelia Listerová     | Dia Jevtimovová Pia Königová                | 6–4, 6–2               |
| 15. | 19. listopadu 2016 | Šen-čen, Čína                  | tvrdý     | Jou Siao-ti            | Chan Sin-jün Ču Lin                         | 6–4, 7–6(8–6)          |
| 16. | 17. prosince 2016  | Dubaj, Spojené arabské emiráty | tvrdý     | Mandy Minellaová       | Sie Šu-wej Valeria Savinychová              | 6–3, 3–6, [10–4]       |
| 17. | 23. června 2017    | İzmir, Turecko                 | tvrdý     | An-Sophie Mestachová   | Emma Laineová Kotomi Takahatová             | 6–4, 7–5               |
| 18. | říjen 2017         | Su-čou, Čína                   | tvrdý     | Jacqueline Caková      | Eri Hozumiová Miju Katová                   | 2–6, 7–5, [10–2]       |
| 19. | listopad 2017      | Šen-čen, Čína                  | tvrdý     | Jacqueline Caková      | Šúko Aojamová Jang Čao-süan                 | 6–4, 6–2               |
| 20. | červenec 2018      | Praha, Česko                   | antuka    | Cornelia Listerová     | Bibiane Schoofsová Kimberley Zimmermannová  | 6–2, 2–6, [10–8]       |
| 21. | září 2018          | Valencie, Španělsko            | antuka    | Irina Chromačovová     | Valentini Grammatikopoulou Renata Zarazúová | 6–1, 6–4               |
| 22. | listopad 2018      | Pétange, Lucembursko           | tvrdý (h) | Anastasija Pribylovová | Katarzyna Piterová Chantal Škamlová         | 2–6, 6–2, [10–8]       |
| 23. | červenec 2019      | Staré Splavy, Česko            | antuka    | Natela Dzalamidzeová   | Kjóka Okamurová Dejana Radanovićová         | 6–3, 6–3               |
| 24. | listopad 2022      | Šarm aš-Šajch, Egypt           | tvrdý     | Arantxa Rusová         | Magali Kempenová Lu Ťia-ťing                | 7–6(1), 6–2            |
| 25. | květen 2024        | Kuršumlijska Banja, Srbsko     | antuka    | Natalija Senićová      | Daria Kuczerová Vicky Van de Peerová        | 7–5, 7–5               |
| 26. | březen 2025        | Târgu Mureș, Rumunsko          | tvrdý (h) | Camilla Rosatellová    | Madeleine Brooksová Justina Mikulskytė      | 7–6(1), 6–2            |